# IC 653
IC 653 est une vaste galaxie lenticulaire située dans la constellation du Lion. Sa vitesse par rapport au fond diffus cosmologique est de 5 903 ± 26 km/s, ce qui correspond à une distance de Hubble de 87,1 ± 6,1 Mpc (∼284 millions d'al). Elle a été découverte par l'astronome français Stéphane Javelle en 1893.
IC 653 présente une large raie HI.
À ce jour, trois mesures non basées sur le décalage vers le rouge (redshift) donnent une distance de 80,933 ± 1,650 Mpc (∼264 millions d'al), ce qui est à l'intérieur des valeurs de la distance de Hubble.

## Groupe de MCG 0-27-5
IC 653 fait partie du groupe de MCG 0-27-5 qui compte au moins 13 galaxies, dont IC 624, IC 632, IC 633, NGC 3243, NGC 3325 et NGC 3340.